# سالفاتوري بروني
سالفاتوري بروني (بالإيطالية: Salvatore Burruni)‏ كان ملاكم إيطالي صنّف ضمن فئة وزن الذبابة. حقق بطولة رابطة الملاكمة العالمية وبطولة المجلس العالمي للملاكمة. سبق أن شارك في دورة الألعاب الأولمبية الصيفية.

## إحصائيات
خاض خلال مسيرته 109 نزالا، فاز في 99 وتعادل في 1 وخسر في 9. فاز بالضربة القاضية في 32 نزالا.

## الميداليات
| الميدالية | المسابقة                        |
| --------- | ------------------------------- |
| ذهبية     | ألعاب البحر الأبيض المتوسط 1955 |

## روابط خارجية
- سالفاتوري بروني على موقع بوكس ريك (الإنجليزية) (registration required)
- سالفاتوري بروني على موقع أوليمبيديا (الإنجليزية)